# Parkersburg (Oregon)
Parkersburg az Amerikai Egyesült Államok északnyugati részén, Oregon állam Coos megyéjében elhelyezkedő önkormányzat nélküli település.
A posta 1877 és 1919 között működött.